# Ujanis
Ujanis ou Uzhanis (en arménien Ուժանիս) est une communauté rurale du marz de Syunik en Arménie. En 2008, elle compte 89 habitants.